# Chlorurus oedema
Chlorurus oedema là một loài cá biển thuộc chi Chlorurus trong họ Cá mó. Loài này được mô tả lần đầu tiên vào năm 1909.

## Từ nguyên
Từ định danh của loài bắt nguồn từ οἴδημᾰ trong tiếng Hy Lạp cổ đại, mang nghĩa là "khối u", hàm ý đề cập đến bướu trên trán của những con đực lớn.

## Phạm vi phân bố và môi trường sống
C. oedema có phạm vi phân bố giới hạn ở Tây Thái Bình Dương. Từ quần đảo Ryukyu (Nhật Bản) và đảo Đài Loan, phạm vi của chúng trải dài về phía nam, băng qua Philippines đến đảo Sulawesi và Halmahera (Indonesia), cũng như Đông Timor, xa hơn ở phía đông đến đảo Manus (Papua New Guinea). Những ghi nhận của loài này tại Ấn Độ Dương và bờ biển Úc có thể là nhầm lẫn những loài cá mó đầu gù khác: Chlorurus cyanescens và Chlorurus rhakoura.
C. oedema sống gần các rạn san hô ven bờ và trong các đầm phá ở độ sâu đến ít nhất là 50 m.

## Mô tả
C. oedema có chiều dài cơ thể tối đa được biết đến là 45 cm. Thân thuôn dài, hình bầu dục. Bướu trên trán nằm cao hơn mắt.
Số gai vây lưng: 9; Số tia vây ở vây lưng: 10; Số gai vây hậu môn: 3; Số tia vây ở vây hậu môn: 9.

## Sinh thái học
Thức ăn của C. oedema là tảo. C. oedema có thể sống đơn độc hoặc hợp thành đàn trên các rạn san hô.
C. oedema được đánh bắt để làm thực phẩm.